# Moeve
Moeve er et spansk multinationalt olie- og gasselskab.[kilde mangler] De har aktiviteter i flere europæiske lande samt Algeriet, Canada, Colombia, Marokko, Brasilien og Panama. De producerer ca. 260.000 barrels per day (41.000 m3/d) og har 3 olieraffinaderier med en årlig kapacitet på 21 mio. tons.
Cepsa blev etableret som en privat virksomhed i 1929. Den blev ledet af Francisco Recasens og deres første raffinaderi var lokaliseret på Tenerife.